# Leukozytenadhäsionsdefekt Typ II
Der Leukozytenadhäsionsdefekt Typ II (LAD-II) ist eine sehr seltene, zu den Leukozytenadhäsionsdefekten gehörige angeborene Erkrankung mit den Hauptmerkmalen rezidivierende bakterielle Infektionen, starke Wachstumsverzögerung, Kleinwuchs und schwerer intellektueller Defizit.
Die Erkrankung gehört zu den kongenitalen Glykosylierungs-Krankheiten (CDG), daher auch die Bezeichnung CDG IIc.
Synonyme sind: Kongenitaler Defekt der Glycoproteinbiosynthese Typ IIc; CDG-Syndrom Typ IIc ; CDG IIc; CDG2C; Rambam-Hasharon-Syndrom; SLC35C1-CDG
Die Erstbeschreibung stammt aus dem Jahre 1992 durch die israelischen Ärzte Moshe Frydman, Amos Etzioni, Tal Eidlitz-Markus und Mitarbeiter.
Die Namensbezeichnung bezieht sich auf die Wohnorte der ersten beiden Betroffenen.

## Verbreitung
Die Häufigkeit wird mit unter 1 zu 1.000.000 angegeben, bislang wurde über etwa 10 Betroffene berichtet. Die Vererbung erfolgt autosomal-rezessiv.

## Ursache
Der Erkrankung liegen Mutationen im SLC35C1-Gen auf Chromosom 11 Genort p11.2 zugrunde, das für den Guanosin-5'-diphosphat (GDP)-Fucose-Transporter (SLC-Transporter) im Golgi-Apparat kodiert.

## Klinische Erscheinung
Klinische Kriterien sind:
- Krankheitsbeginn im Säuglingsalter oder in der frühen Kindheit
- ungeklärte Leukozytose
- Infektanfälligkeit im Kindesalter
- Bombay-Blutgruppe
- Gesichtsdysmorphie, meist flacher Nasenrücken
- ausgeprägte Parodontitis mit frühem Zahnverlust
- Kleinwuchs und intellektuelles Defizit

## Diagnose
Die Diagnose basiert auf dem Nachweis einer neutrophilen Leukozytose und des Bombay-Phänotyps und kann molekulargenetisch gesichert werden.
Eine vorgeburtliche Diagnostik ist möglich.

## Differentialdiagnose
Die Kombination von rezidivierenden Infektionen, Leukozytose, Bombay-Phänotyp, Kleinwuchs, schwerem intellektuelles Defizit ist pathognomonisch.